# Submarine Titans
Submarine Titans – strategiczna gra czasu rzeczywistego opracowana przez Ellipse Studios i wydana przez Strategy First dla systemu operacyjnego Microsoft Windows. Gra miała swoją premierę 24 lipca 2000 roku. Ponownie wydana w formie cyfrowej 20 grudnia 2019 roku w serwisie GOG.com i 18 marca 2020 na Steam.

## Fabuła
Historia Submarine Titans rozpoczyna się w 2040 roku, kiedy społeczność naukowa przewiduje, że za siedem lat olbrzymia kometa, zwana Kometą Clark, uderzy w Ziemię, powodując topnienie biegunów i zatapiając niemal całą powierzchnię Ziemi. Dzięki tym informacjom rasa ludzka zaczyna przygotowywać się do ostatecznego ustanowienia swojego społeczeństwa w głębinach oceanu. Ostatecznie w 2047 roku dochodzi do zderzenia komety z Ziemią i zniszczenia znacznej jej części i większości populacji. Uderzenie przeżyło kilkadziesiąt tysięcy ludzi, skulonych w podwodnych sklepieniach i zanurzonych instalacjach, którzy następnie zaczęli budować nowe społeczeństwo. 12 lat później nastąpiło szybkie nagrzanie oceanów i doszło do stopienia lodowców; poziom wody wzrósł o ponad 18 m, a ocaleni na lądzie zostali zmuszeni do powrotu na poziom egzystencji, prowadząc skromne życie w społecznościach wsobnych. Stopniowo, w nowym stuleciu, dwa światowe mocarstwa, które przeciwstawiły się komecie i walczyły o kontrolę nad światem, przywróciły swoją władzę nad rozproszonymi podwodnymi koloniami. Do władzy dochodzą dwie rywalizujące ze sobą cywilizacje ludzkie: Białe Rekiny (ang. White Sharks), które łakną dominacji nad podwodnym wszechświatem oraz technologicznie zaawansowane i chroniące środowisko Czarne Ośmiornice (ang. Black Octopi). W roku 2094, w jądrze komety odkryto nowy pierwiastek chemiczny, zwany Corium 276, który stał się istotnym zasobem dla przetrwania rasy ludzkiej na dnie morza. W wyniku tego walczące strony stały się jeszcze potężniejsze, ponieważ nowy minerał był w stanie lepiej zasilać ich bazy i jednostki. Podczas gdy obie strony gromadzą zasoby i technologie, przygotowując się do nieuchronnej wojny, która ma się wkrótce rozpocząć, w tym samym czasie trzecia rasa obcego pochodzenia zwana Silikonami (ang. Silicons) budzi się ze snu pod głębinami oceanów. Obca rasa chce pozbyć się ludzkości z planety. W czasie wojny o nowy minerał w 2110 roku odkryto, że kometa Clark była używana jako statek przez rasę kosmitów. Silikony podróżowały wewnątrz komety w poszukiwaniu nowej planety, na której mogliby rozwijać swoje gatunki. W roku 2115 wszystkie trzy rasy ścierają się w bitwie o przyszłość Ziemi i ludzkości.

## Rozgrywka
Submarine Titans to strategiczna gra czasu rzeczywistego, której akcja ma miejsce w 2115 roku, niemal wiek po tym, jak kometa uderzyła w Ziemię. Gracz może pokierować dwiema ludzkimi frakcjami: wojowniczymi Białymi Rekinami i naukowymi Czarnymi Ośmiornicami, w celu stworzenia podwodnych baz i walki o dominację nad oceanami. Kometa sprowadziła również tajemniczą rasę kosmitów znaną jako Silikony, która rywalizuje z ludzkimi frakcjami o zbieranie zasobów w celu budowy bramy, która zabierze ich z powrotem do ich ojczyzny. Każda z frakcji ma własną kampanię składającą się z dziesięciu misji, a gracz może rozegrać je w dowolnej kolejności, rozwijając historię z różnych punktów widzenia.
Z wyjątkiem drzewek technologicznych, ludzkie frakcje mają wiele podobieństw i są funkcjonalnie identyczne. Jednak Silikony używają innego modelu zasobów. Białe Rekiny i Czarne Ośmiornice wymagają dopływu tlenu do działania wszystkich swoich struktur oraz muszą zbierać metal i specjalny pierwiastek zwany Corium do budowy okrętów podwodnych i budynków. Z kolei Silikony muszą wydobywać krzem (ang. silicon) z dna morskiego, aby wytwarzać podstawowe zasoby oraz wykorzystywać metal do wytwarzania energii i mocy dla ich zdolności regeneracji. Niemniej jednak zbierają Corium w taki sam sposób, jak robią to ludzkie frakcje. Gra zawiera ponad 100 jednostek i struktur.
Ponieważ gra odbywa się pod wodą, jednostki mogą być przemieszczane w górę i w dół w stosunku do dna morskiego, oprócz ich ruchu w kierunku dwuwymiarowym. Trójwymiarowy teren o pięciu poziomach może zawierać zarówno wzgórza, góry, jak i pomosty lądowe, które wpływają na budowę bazy i ruch jednostek gracza. M.in. okręty mogą ukryć się pod skałami lub przepłynąć przez tunele, a strategicznie są one ważne podczas walki z przeciwnikiem. Ponadto gra posiada interfejs podwójnej kontroli, dzięki któremu gracze mają możliwość kontrolowania pojedynczych jednostek lub całych grup, a także jednoczesnego planowania produkcji i przeprowadzania ataku na przeciwnika.
Gra posiada możliwość programowania sztucznej inteligencji, w wyniku czego może odpowiadać za gromadzenie zasobów, budowanie struktur czy atak na wroga. SI można zaprogramować za pomocą specjalnie skonstruowanego makra lub kreatora zachowania AI w edytorze poziomów. System może również samodzielnie rozegrać wszystkie misje, opierając swoją strategię na instrukcjach wprowadzonych przez gracza. Dodatkowo gra w trybie jednoosobowym posiada edytor poziomów, który pozwala graczom na tworzenie własnych map losowych oraz modyfikować zmienne, takie jak ilość zasobów, stopień zaawansowania technologii czy liczbę jednostek. ST posiada cztery poziomy trudności, od łatwego do tzw. „adaptacyjnej SI”. Gdy poziom trudności zostanie ustawiony na adaptacyjną sztuczną inteligencję, oznacza to, że komputer będzie obserwował przeciwników i uczył się najlepszych możliwych sposobów na ich pokonanie.
W Submarine Titans znajduje się także tryb wieloosobowy, pozwalający na jednoczesną rywalizację do 24 zawodników. Wśród udostępnionych opcji znajdują się klasyczne tryby, takie jak deathmatch, rozgrywka drużynowa oraz scenariusze. Jest to również pierwsza gra strategiczna z trybem obserwatora, który pozwala graczom oglądać mecze wieloosobowe bez ingerencji w rozgrywkę.

## Produkcja
Gra Submarine Titans została stworzona przez Ellipse Studios, australijską firmę zajmującą się grami komputerowymi z siedzibą w Adelajdzie i znaną wcześniej jako Megamedia Australia. Większość zespołu pochodziła z Ukrainy i przeniosła się do Australii, gdzie stworzyli i wydali strategię pt. Ancient Conquest: Quest for the Golden Fleece. Sam zespół deweloperski składał się z 16 osób i obejmował siedmiu programistów, czterech artystów, inżyniera dźwięku, a także trzy osoby, które koncentrowały się na zapleczu produkcji, rozwoju misji i stronie biznesowej.
Według reżysera gry Raaja Menona gra została wymyślona przez jednego z artystów 3D, który miał pomysł i marzenie na stworzenie gry z futurystyczną historią. Dodał również, że nigdy wcześniej nie było podwodnego RTS-a, więc zdecydowano się na jego stworzenie. Z kolei projekty i nazwy łodzi podwodnych pochodziły od artystów 3D i programistów, które po kilku modyfikacjach trafiały do gry.
Prace nad grą rozpoczęły się około 1997 roku. W grudniu 1998 roku silnik gry był już gotowy, a wiele elementów interfejsu i projektu graficznego zostało ukończonych. Silnik, który został stworzony specjalnie dla gry, jest w stanie renderować krajobrazy 3D oraz generować pre-renderowane sprite'y 3D bez przyspieszenia sprzętowego. Pod koniec stycznia 1999 wydano pre-alfę gry do wstępnych testów, która zawierała dwie cywilizacje, częściowe AI, krajobrazy 3D i drzewka technologiczne. W połowie lutego 1999 wszystkie główne funkcje zostały już zaimplementowane w „jakiejś formie”, ale gra nadal wymagała dużo optymalizacji i testów. Początkowo planowano wydać Submarine Titans w czwartym kwartale 1999 roku.
17 grudnia 1999 roku ogłoszono beta-testy trybu wieloosobowego, które rozpoczęły w połowie stycznia i trwały do marca 2000 roku; wzięło w nich udział 150 graczy. 10 kwietnia 2000 wydano wersję demonstracyjną gry, zawierającą dwie misje Białych Rekinów i jedną misję Czarnych Ośmiornic oraz kilka map dla wielu graczy i potyczki. Produkcja gry trwała ponad 2,5 roku, a 22 czerwca 2000 roku Submarine Titans został ostatecznie uznany za gotowy do wydania. Firma miała problem znaleźć wydawcę w Australii, gdzie przemysł gier wideo nie był wówczas zbyt popularny. Ostatecznie gra została wydana 24 lipca 2000 roku przez Strategy First w Ameryce Północnej. 6 sierpnia 2000 został wydany pierwszy patch do gry, poprawiający niektóre misje.

## Odbiór gry
18 kwietnia 2008 roku były projektant Submarine Titans Craig Thomler podał, że sprzedano ok. 30 tys. egzemplarzy gry, w wyniku czego nie odniosła ona sukcesu finansowego.
Submarine Titans otrzymał mieszane recenzje od krytyków, zdobywając zagregowany wynik 69/100 na Metacritic (w oparciu o 16 recenzji) oraz  64,62% na GameRankings (w oparciu o 20 recenzji).
Greg Kasavin z GameSpot skrytykował grę za zbyt stromą krzywą uczenia się. Krytykował ją także za niejasne głosy i teksty, chociaż zauważył, że historia w grze jest szczegółowa zgodnie z instrukcją, a sama gra jest bardzo strategiczna i bardzo interesująca. Z kolei Tim McConnaughy, redaktor GameSpy, bardzo chwalił grę, powołując się na bardzo dobre założenia i dostarczenie ich graczowi oraz bogate opcje konfiguracji i przejrzysty interfejs. Za negatywne uznał prostą walkę, niektóre problemy ze sztuczną inteligencją i błędy. Lucas Pawelczyk z 3D GameForce stwierdził, że to „świetna gra strategiczna czasu rzeczywistego, która oferuje wiele nowych pomysłów i koncepcji w nowym, świeżym środowisku”, jednak zauważył, że gra może być powtarzalna i trudna dla początkujących graczy. Następnie Shaun Woodcock z Game Domain chwalił grę, jednak według niego „Submarine Titans jest ograniczone przez to, co nadaje mu urok, czyli podwodne otoczenie. Chociaż jest to nowatorskie (...) to jednak powtarzalność obniża grywalność gry”. Z kolei Piotr Hajek z Gry-Online stwierdził, że „w czasach wszechobecnego trzeciego wymiaru ST stanowi niezłą gratkę dla spragnionych dobrej produkcji graczy. Co więcej, szybko się nie znudzi, na co z pewnością wpłynie wysoki poziom trudności oraz możliwość grania trzema stronami”. Rosyjski serwis Absolute Games wystawił grze ocenę 50%, zwracając uwagę na dobrą ścieżkę dźwiękową gry, jednakże wśród minusów wymieniono słabą fabułę, grafikę i sztuczą inteligencję.